# Вологолюб приземкуватий
{{#ifeq:0|0|{{#if:Hygroamblystegium humile|{{#if:|[[]}}|[[]]}}}}
Вологолюб приземкуватий (Hygroamblystegium humile) — вид мохів порядку гіпнобрієвих (Hypnales).

## Поширення
Ареал охоплює такі частини світу: Європа, Північна Америка, Азія.